# Agent Cody Banks
Agent Cody Banks – amerykański film przygodowy z 2003, który opowiada o przygodach 15-letniego chłopca, Cody'ego Banksa (granego przez Frankiego Muniza), który został wcielony jako "młodszy agent" do Centralnej Agencji Wywiadowczej. W filmie wystąpili Hilary Duff (Natalie Connors), Angie Harmon (Ronica Miles), Keith David (dyrektor CIA), Ian McShane (Brinkman) i Arnold Vosloo (Molay). Film był reżyserowany przez Norwega Haralda Zwarta.